# Manfred Kaltz
Manfred Kaltz (* 6. leden 1953, Ludwigshafen) je bývalý německý fotbalista. Hrával na pozici obránce.
S reprezentací někdejšího Západního Německa vyhrál mistrovství Evropy roku 1980. Získal též stříbrnou medaili z mistrovství světa ve Španělsku roku 1982 a z mistrovství Evropy 1976. Hrál i na světovém šampionátu 1978. Celkem za národní tým odehrál 69 utkání a vstřelil 8 branek.
S Hamburgerem SV vyhrál v sezóně 1982/83 Pohár mistrů evropských zemí a v sezóně 1976/77 Pohár vítězů pohárů. Třikrát se v jeho dresu stal mistrem Německa (1978/79, 1981/82, 1982/83) a dvakrát získal německý pohár (1975/76, 1986/87). V Bundeslize za hamburský tým odehrál 581 zápasů. Celkem za Hamburger SV Kaltz odehrál 744 zápasů, což je klubový rekord.
V anketě Zlatý míč, která hledala nejlepšího fotbalistu Evropy, skončil v roce 1979 čtvrtý.
Měl přezdívku Bananenflanken, to kvůli svým zakrouceným střelám.